# Kolālū
Kolālū (persiska: گُلّو, کلالو, Gollū) är en ort i Iran.   Den ligger i provinsen Ardabil, i den nordvästra delen av landet, 400 km nordväst om huvudstaden Teheran. Kolālū ligger 1 317 meter över havet och antalet invånare är 610.
Terrängen runt Kolālū är platt åt sydväst, men åt nordost är den kuperad. Runt Kolālū är det ganska tätbefolkat, med 139 invånare per kvadratkilometer. Närmaste större samhälle är Ābī Beyglū, 6,1 km sydost om Kolālū. Trakten runt Kolālū består till största delen av jordbruksmark.